# Дорогинь (Гомельская область)
Дорогинь (бел. Дарагінь) — деревня в Доброгощанском сельсовете Жлобинского района Гомельской области Белоруссии.

## География

### Расположение
В 26 км на юг от Жлобина, 7 км от железнодорожной станции Мормаль (на линии Жлобин — Калинковичи), 72 км от Гомеля.

## Гидрография
На юге и востоке мелиоративные каналы, на востоке гидрологический заказник «Мох».

## Транспортная сеть
Рядом автодорога Доброгоща — Жлобин. Застройка деревянная, усадебного типа.

## История
Основана в середине XIX века крестьянами соседних деревень на землях, купленных у помещика. Согласно переписи 1897 года в Якимово-Слабодской волости Речицкого уезда Минской губернии. В 1932 году организован колхоз «Красная Победа». 6 жителей погибли на фронтах Великой Отечественной войны. Согласно переписи 1959 года в составе совхоза «Вперед» (центр — деревня Мормаль).

## Население

### Численность
- 2004 год — 4 хозяйства, 5 жителей.

### Динамика
- 1858 год — 10 дворов, 28 жителей.
- 1897 год — 11 дворов, 66 жителей (согласно переписи).
- 1926 год — 26 дворов.
- 1959 год — 89 жителей (согласно переписи).
- 2004 год — 4 хозяйства, 5 жителей.